# 粗糙短盘吸虫
粗糙短盘吸虫（学名：Brachydistomum salebrosum）为双腔科短盘属的动物。分布于欧洲西部、俄罗斯滨海区以及中国大陆的海南等地，营寄生生活，终末宿主棕背伯劳以及红点颏的肝脏。